# Bobiński-Dekaloga

Herb według Chrząńskiego

Bobiński-Dekaloga − polski herb szlachecki, odmiana herbu Leliwa.

## Opis herbu
Opisy z wykorzystaniem zasad blazonowania, zaproponowanych przez Alfreda Znamierowskiego:
W polu błękitnym, nad półksiężycem złotym gwiazda sześcioramienna złota, pod nim z barku krzyż srebrny. Nad tarczą hełm w koronie.
Chrząński podaje w tarczy krzyż łaciński złoty, a w klejnocie nad hełmem w koronie pięć piór pawich z powtórzonym na nich godłem jak w tarczy, ale bez krzyża. Tadeusz Gajl powtarza w klejnocie godło na piórach pawich.

## Najwcześniejsze wzmianki
Nieznany początek odmiany.
Bobińscy wywodzić się mają ze wsi Bobino Wielkie w ziemi ciechanowskiej. Jan Bobiński podpisał elekcję Jana Kazimierza z ziemią różańską. Jan Kazimierz Bobiński, burgrabia bydgoski, ożeniony z Zofią Łaniecką (1654).

## Herbowni
Herb ten był herbem własnym, toteż do jego używania uprawniony jest tylko jeden ród herbownych: Bobiński.